# Іскра Іван Якович
Іван Якович Іскра  (? — з 22 на 23 січня 1659) — козацький отаман, полтавський полковник (1648—1649, 1649—1652), наказний гетьман (1658—1659).

## Біографія
За родинною легендою, син Якова Острянина. Після загибелі батька 1641 р. з дозволу польських властей оселився під Полтавою у слобідці, яку пізніше назвали Іскрівкою. Займався торгівлею. За протекцією Мартина Пушкаря дістав уряд полтавського сотника.
В «Реєстрі всього Війська Запорозького» 1649 року під іменем Іскренко він записаний сотником Полтавського полку, джерела вказують на те що саме Іскра був першим полтавським полковником на початок Хмельниччини.
На початку 1658 року очолив повстання дейнеків, а згодом приєднався до повстання Пушкаря і Барабаша 1657-58 рр. Їздив з доносами на Івана Виговського до Москви. Наприкінці 1658 року взяв участь у повстанні, яке за допомогою московських воєвод організував Іван Безпалий. За свідченнями Григорія Граб'янки Іскра сам намагався захопити гетьманську булаву. Загинув у бою проти гетьманських військ.

## Родина
Вважається, що його батьком був козацький гетьман Яків Острянин. Мав двох синів і дві дочки. Син Іван також був полковником полтавського полку, одружений з донькою полтавського полковника Федора Жученка Параскою. Про другого сина Петра відомостей не збереглося. Донька Євдокія була видана за пасинка гетьмана Богдана Хмельницького Данила Пилипенка-Хмельницького, родоначальника козацько-старшинського роду Даценків. Друга донька, чиє ім'я не збереглося, дружина Осипа Нащинського. Дружина, після страти чоловіка, прийняла постриг, у чернецтві Марфа.

## Пам'ять
У місті Полтава вулицю Бородая перейменували на вулицю Івана Іскри.